# Мариківський Євмен Іванович
Євмен Іванович Марикі́вський (нар. 23 вересня 1899, Северинівка — пом. 17 січня 1986, Харків) — український радянський хормейстер і педагог.

## Біографія
Народився 11 [23] вересня 1899 року в селі Северинівці (нині Кам'янський район Молдови). 1914 року закінчив духовне училище у містечку Тиврові, де його вчителем співу та керівником хору був Кирило Стеценко; у 1918 році закінчив Одеську духовну семінарію; 1928 року — Київський музично-драматичний інститут імені Миколи Лисенка, де навчався у Михайла Вериківського. У 1928–1929 роках продовжив навчання в тому ж інституті на оперно-симфонічному відділенні.
Упродовж 1929—1935 років жив у Сумах, де викладав музику в Сумському педагогічному інституті та музичному технікумі, організував і очолив хорову капелу «Сурма», у репертуарі якої були твори Михайла Вериківського, Пилипа Козицького, Миколи Лисенка, Миколи Леонтовича, Лева Ревуцького.
Упродовж 1935–1938 років працював головним хормейстером Донецької опери у Ворошиловграді, де брав участь у постановках опер «Запорожець за Дунаєм» Семена Гулака-Артемовського, «Борис Годунов» Модеста Мусоргського, «Черевички», «Пікова дама» Петра Чайковського, «Князь Ігор» Олександра Бородіна, «Демон» Антона Рубінштейна, «Кармен» Жоржа Бізе, «Фауст» Шарля Ґуно, «Травіата», «Ріґолетто» Джузеппе Верді.
Упродовж 1938–1945 років працював головним хормейстером Горьківського оперного театру, де разом з Олександром Єрофєєвим уперше поставив опери «Запорожець за Дунаєм» Семена Гулака-Артемовського у 1939 році та «Наталка Полтавка» Миколи Лисенка у 1942 році. Одночасно у ті ж роки викладав у Горьківському  музичному училищі.
У 1945–1946 роках — головний диригент Київського, а у 1946–1952 роках — Харківського оперних театрів. Диригував опери «Богдан Хмельницький» Костянтина Данькевича, «Аїда», «Бал-маскарад» Джузеппе Верді, «Орлеанська діва» Петра Чайковського. У 1953–1955 роках — художній керівник Харківської хорової капели, у 1953–1979 роках — самодіяльної хорової капели Харківського інституту інженерів залізничного транспорту. Одночасно протягом 1946–1960 років — викладач Харківської консерваторії, та протягом 1960—1971 років — Харківського державного інституту культури. Помер у Харкові 17 січня 1986 року.
Автор мемуарів: «З далекого дитинства» // Кирило Стеценко. Спогади, листи, матеріали. Київ, 1981.